# Položaj na rolki
Položaj na rolki (angleško skateboarding stance) je odvisen od tega, katero nogo rolkar uporablja za poganjanje in je lahko regular ali goofy. Za tiste, ki z rolko izvajajo trike, je še definicija lahko tudi drugačna in je odvisna od tega, katera noga je odrivna. Če se rolkar odriva z desno nogo, je regular footed, če z levo, pa je goofy footed.
Položaj na rolki je pomemben predvsem pri izvajajnju trikov, ker podvoji število možnih trikov - če rolkar zamenja položaj na rolki, svoji vlogi zamenjata tudi nogi (switch rolkanje).
Položaj je na enak način prisoten pri vseh športih z desko (surfanje, deskanje na snegu...).